# Zane Nonggorr

a Compétitions nationales et continentales officielles uniquement.

b Matchs officiels uniquement.
Dernière mise à jour le 7 août 2025.
Zane Nonggorr, né le 30 mars 2001 à Cairns (Australie), est un joueur international australien de rugby à XV jouant au poste de pilier droit avec la franchise des Queensland Reds en Super Rugby depuis 2020.

## Biographie

### Jeunesse et formation
Zane Nonggorr naît le 30 mars 2001 à Cairns dans l'état du Queensland en Australie. Il a des origines de Papouasie-Nouvelle-Guinée par l'intermédiaire de son père John, professeur, sa mère Tiffany est australienne et avocate. Pendant ses premières années, il grandit en Papouasie-Nouvelle-Guinée, dans le village de Koibuga au sein du district de Mul-Baiyer (en) dans les Hautes-Terres occidentales, jusqu'à ses dix ans,.
De retour en Australie, il commence la pratique du rugby à XV à partir de la catégorie des moins de 10 ans au sein des Gold Coast Eagles (en). Ensuite, il joue également à ce sport au niveau scolaire, au sein de la Southport School. Il évolue pendant trois ans dans l'équipe première de l'établissement entre 2017 et 2019, durant cette période il remporte le championnat scolaire en 2017 et en 2019, où son équipe est invaincue durant la saison et dont il est le capitaine. Pendant sa dernière année, il est sélectionné avec la Australian Schoolboys rugby union team (en) (équipe nationale scolaire et des moins de 18 ans),.
En 2019, il signe un contrat de trois années avec les Queensland Reds et intègre leur Academy (centre de formation). Cette année-là, il rejoint également l'université Bond, pour étudier le droit et se voit offrir une bourse d'études en Sports Leadership, et joue pour l'équipe de rugby de l'établissement le Bond University RC.

### Carrière professionnelle
Zane Nonggorr est intégré à l'effectif professionnel des Queensland Reds, en remplacement d'un joueur blessé, durant la saison 2020 de Super Rugby AU. Il fait ses débuts lors de cette saison lorsqu'il remplace Taniela Tupou contre les Waratahs et devient l'un des plus jeunes piliers à jouer pour les Reds,. Il dispute deux autres rencontres cette saison-là.
Pour la saison 2021 de Super Rugby, il est inclus officiellement dans l'effectif des Queensland Reds. Il dispute cinq rencontres en tant que remplaçant lors de cette saison et participe notamment à la finale du Super Rugby AU remportée par son équipe contre les Brumbies,,
Pendant la saison 2022, il est titularisé pour la première fois de sa carrière professionnelle contre les Melbourne Rebels lors de la neuvième journée. Par la suite, il subit une blessure au ligament collatéral médial du genou qui lui fait manquer une partie de la saison. En mai 2022, il signe une prolongation de contrat jusqu'en 2024 avec les Reds.
Pendant la saison 2023 de Super Rugby, il a l'occasion de s'imposer comme le pilier droit titulaire de l'effectif des Reds à la suite de l'absence sur blessure de Taniela Tupou,,. Il inscrit notamment son premier essai avec sa franchise lors d'une victoire 25 à 22 sur le terrain des Chiefs, leader de la compétition, dans le cadre de la douzième journée. Durant la saison, il est le titulaire à son poste, il dispute un total de quinze rencontres en étant titulaire à onze reprises et inscrit un essai.
De ce fait, en juin 2023, il attire l'attention d'Eddie Jones qui le sélectionne pour la première fois avec l'équipe d'Australie pour participer au Rugby Championship. Le 8 juillet 2023, il connaît sa première cape internationale lorsqu'il entre en jeu à la place d'Allan Alaalatoa lors de la première journée du Rugby Championship contre l'Afrique du Sud. Le mois suivant, il joue deux test matchs de préparation contre la Nouvelle-Zélande et la France et il est également annoncé au sein du groupe australien de 33 joueurs sélectionnés pour disputer la Coupe du monde 2023 en France,. Pour la première journée de la compétition dans la poule C, il est retenu sur le banc des remplaçants contre la Géorgie. Il dispute également la deuxième journée dans ce rôle contre les Fidji où les Australiens sont battus, puis sont ensuite éliminés de la compétition à la fin de cette phase de poule.
Durant la saison 2024 de Super Rugby, il signe une prolongation de contrat jusqu'en 2026 avec la Fédération australienne et les Queensland Reds. Cette saison-là, il voit arriver la concurrence de Jeffery Toomaga-Allen et le départ de Taniela Tupou. Pendant l'exercice, il se partage le poste de pilier droit avec Toomaga-Allen, disputant sept rencontres comme titulaire sur treize. En juin, il est sélectionné pour les tests estivaux avec l'Australie puis en août pour le Rugby Championship 2024,, où il prend part à deux rencontres. À l'automne, il est également convoqué pour la tournée des Wallabies.
Lors de la saison 2025 de Super Rugby, il est le pilier droit titulaire des Queensland Reds, disputant onze matchs sur treize dans ce rôle. Pendant la compétition, il délivre notamment une performance impressionnante en disputant 78 minutes de haut niveau contre les Hurricanes malgré la défaite 27 à 31 des siens. Qualifiée en barrage, son équipe est cependant éliminée contre les Crusaders, futurs champions. Par la suite, sélectionné pour la série de test matchs contre les Lions britanniques et irlandais, il est nommé sur le banc pour le troisième et dernier match. L'Australie perd la série avec deux défaites et un succès. Début août, il est convoqué pour le Rugby Championship 2025.

## Statistiques

### En équipe nationale
Au 7 août 2025, Zane Nonggorr compte 12 capes en équipe d'Australie, dont 0 en tant que titulaire, depuis le 8 juillet 2023 contre l'équipe d'Afrique du Sud à Pretoria.
Il participe à une édition de la Coupe du monde en 2023, il dispute deux rencontres en tant que remplaçant.

## Palmarès
- Finaliste du Super Rugby AU en 2020 avec les Queensland Reds.
- Vainqueur du Super Rugby AU en 2021 avec les Queensland Reds.